# Willem Hendrik van den Bos
Willem Hendrik van den Bos (Róterdam, 25 de septiembre de 1896 – 30 de marzo de 1974) fue un astrónomo sudafricano de origen holandés. Algunas fuentes lo citan erróneamente como Van der Bos.

## Semblanza
Van den Bos trabajó en el Observatorio de Leiden en Holanda, pero en 1925 se trasladó al Observatorio Union en Sudáfrica, que pasó a dirigir en 1941.
Descubrió miles de estrellas dobles, de las que registró decenas de miles de medidas micrométricas, calculando las órbitas de numerosas estrellas binarias.
Presidió la Sociedad Astronómica de Sudáfrica en 1943 y 1955.
Algunas fuentes biográficas indican que descubrió más de cien asteroides. Aun así, el Centro de Planetas Menores no lo cita en sus listados oficiales.

## Eponimia
- El cráter lunar Van den Bos lleva este nombre en su memoria.[3]
- El asteroide (1663) van den Bos también conmemora su nombre.[4]